# 高井田中央站
34°40′44.81″N 135°34′20.87″E / 34.6791139°N 135.5724639°E
高井田中央站（日语：／ Takaida-chūō eki */?）位於日本大阪府東大阪市川俣一丁目，是西日本旅客鐵道（JR西日本）大阪東線的鐵路站，車站編號是JR-F09。

## 歷史
大阪東線是「城東貨物線」（確切地說是片町線的貨運支綫）旅客線化改造而成的客運線。
- 2007年8月23日 - 站名決定為「高井田中央站」。之前的暫定站名為「高井田站」[1]。
- 2008年3月15日 - 開業。先行導入大阪環状、大和路線運行管理系統[2]。
- 2018年3月17日 - 導入車站編號[3][4][5]。
- 2019年3月16日 - 隨大阪東線延伸新大阪，與隣隔的JR河内永和站升格為直通快速列車的停車站。同時成為大阪市内站[6]。

## 站名由来
大阪東線的車站暫定名為高井田站，但關西本線（大和路線）上已經有同名站（柏原市），為了區別，車站名稱使用高井田中央站。 “中央”源於車站位於中央大通之上。
此外，本站可與地鐵「中央線」換乘。但行政區劃上，本站不在高井田地區的「中央」位置，而是位於東北邊。

## 車站構造
島式月台，1面2線的架空車站，月台長度可對應8輛編成列車，月台屋頂長度為6節車廂。本站沒有轉轍器或絕對信號機，所以被分類為停留所。設有一台升降機、和上下行各1部共2部扶手電梯連接月台。大阪地鐵中央線的高井田站位於正下方，該站的車站入口位於高井田中央站2號入口附近。本站沒有設置綠窗口，出入閘口的職員窗口亦不售票；改爲設置了綠色售票機。
由放出站管理，車站業務委托予JR西日本交通服務，一部分時間無人駐守。出入閘機、售票機、精算機附近設有内綫電話，在無人駐守的時間帶可與呼叫中心的操作員聯絡，並由操作員遠程控制各種設備。
本站以「製造業的中心—先進性、能源」為設計概念。外墻有不銹鋼所組成的波浪紋，以表現高井田地區高科技的製造業。大阪東線的中途站均導入了車站色系，其中本站的顔色是紅色。

### 月台配置
| 月台 | 路線     | 目的地           |
| ---- | -------- | ---------------- |
| 1    | 大阪東線 | 放出、新大阪方向 |
| 2    | 大阪東線 | 久宝寺方向       |

## 使用情況
2018年（平成30年）度1日平均上車人次為5,466人。
開業後的1日平均上車人次如下表。
| 年度               | 1日平均 上車人次 | 來源     |
| ------------------ | ---------------- | -------- |
| 2008年（平成20年） | 2,815            | [ * 1 ]  |
| 2009年（平成21年） | 3,270            | [ * 2 ]  |
| 2010年（平成22年） | 3,586            | [ * 3 ]  |
| 2011年（平成23年） | 3,856            | [ * 4 ]  |
| 2012年（平成24年） | 4,215            | [ * 5 ]  |
| 2013年（平成25年） | 4,494            | [ * 6 ]  |
| 2014年（平成26年） | 4,623            | [ * 7 ]  |
| 2015年（平成27年） | 4,843            | [ * 8 ]  |
| 2016年（平成28年） | 5,039            | [ * 9 ]  |
| 2017年（平成29年） | 5,215            | [ * 10 ] |
| 2018年（平成30年） | 5,466            | [ * 11 ] |

## 車站周邊
本站與大阪地鐵的高井田站近在咫尺，和地鐵站雖然并非直接連繋，但根據JR西日本和大阪地鐵的資料，兩站間仍可相互換乘。。
東大阪市在車站附近設有自行車停放處。
- 長瀨川（日语：長瀬川 (大阪府)）
- 東大阪市立高井田中学校
- 阪神高速13號東大阪線
- 京都信用金庫（日语：京都信用金庫）東大阪支店[12][13]

## 相鄰車站
西日本旅客鐵道
 大阪東線
■直通快速、■普通
放出（JR-F08）－高井田中央（JR-F09）－JR河内永和（JR-F10）

### 使用情況
1. ↑  大阪府統計年鑑 （页面存档备份，存于） - 大阪府
2. ↑  東大阪市統計書 （页面存档备份，存于） - 東大阪市

大阪府統計年鑑
1. ↑  大阪府統計年鑑（平成21年）PDF
2. ↑  大阪府統計年鑑（平成22年）PDF
3. ↑  大阪府統計年鑑（平成23年）PDF
4. ↑  大阪府統計年鑑（平成24年）PDF
5. ↑  大阪府統計年鑑（平成25年）PDF
6. ↑  大阪府統計年鑑（平成26年）PDF
7. ↑  大阪府統計年鑑（平成27年）PDF
8. ↑  大阪府統計年鑑（平成28年）PDF
9. ↑  大阪府統計年鑑（平成29年）PDF
10. ↑  大阪府統計年鑑（平成30年）PDF
11. ↑  大阪府統計年鑑（令和元年）PDF

## 外部連結
- 高井田中央｜車站資訊：JR出門網 - 西日本旅客鐵道